# Globigerina
Genre
Synonymes
- Pylodexia Ehrenberg, 1858 †
- Rhynchospira Ehrenberg, 1845[2]

Globigerina est un genre de foraminifères de la famille des Globigerinidae. Ces espèces sont apparues au Jurassique moyen, il y a environ 170 Ma. Parmi les plus de 400 espèces classées au sein de ce genre, seules quelques-unes ne sont pas éteintes.

## Liste d'espèces
Selon World Register of Marine Species (25 janvier 2017) :
- Globigerina acerosa Owen, 1868
- Globigerina achtschacujmensis Chalilov, 1956
- Globigerina adriatica Fornasini, 1899
- Globigerina aequabilis Terquem, 1882
- Globigerina aequatorialis Hofker & Thalmann, 1959
- Globigerina affinis Silvestri, 1898
- Globigerina agalarovae Vasilenko, 1961
- Globigerina alanwoodi El-Naggar, 1966
- Globigerina alloderma Ehrenberg, 1873
- Globigerina almadenensis Cushman & Todd, 1948
- Globigerina alpigena Guembel, 1868
- Globigerina altispira Cushman & Jarvis, 1936
- Globigerina ampliapertura Bolli, 1957
- Globigerina anconitana Luterbacher & Premoli Silva, 1964
- Globigerina angipora Stache, 1865
- Globigerina angiporoides Hornibrook, 1965
- Globigerina angulata White, 1928
- Globigerina anguliofficinalis Blow, 1969
- Globigerina antarctica Keany & Kennett, 1972
- Globigerina antillensis Bermúdez, 1961
- Globigerina apertura Cushman, 1918
- Globigerina applanata Hantken, 1883
- Globigerina aptica Agalarova, 1951
- Globigerina aquiensis Loeblich & Tappan, 1957
- Globigerina arabica El-Naggar, 1966
- Globigerina arenaria Karrer, 1867
- Globigerina ariakensis Asano, 1962
- Globigerina aspensis Colom, 1954
- Globigerina aspera Koch, 1926
- Globigerina asperiformis Hofker, 1966
- Globigerina asperula Guembel, 1868
- Globigerina atlantica Berggren, 1972 †
- Globigerina atlantis Bermúdez, 1961 †
- Globigerina atlantisae Cifelli & Smith, 1970 †
- Globigerina aumalensis Sigal, 1952 †
- Globigerina avarica Morozova, 1961 †
- Globigerina ayalai Bermúdez, 1961 †
- Globigerina azerbaidjanica Chalilov, 1956 †
- Globigerina baconica Samuel, 1972 †
- Globigerina bacuana Chalilov, 1956 †
- Globigerina bakeri Cole, 1927 †
- Globigerina balakhmatovae Morozova, 1961 †
- Globigerina balchanensis Shutskaya, 1964 †
- Globigerina baroemoenensis Leroy, 1939 †
- Globigerina bathoniana Pazdrowa, 1969 †
- Globigerina baylissi Samanta, 1973 †
- Globigerina belli White, 1928 †
- Globigerina bermudezi Seiglie, 1963 †
- Globigerina binaiensis Koch, 1935 †
- Globigerina bipartita Reuss, 1863 †
- Globigerina bolivariana †
- Globigerina bollii Cita & Silva, 1960 †
- Globigerina boweri Bolli, 1957 †
- Globigerina bramlettei Lipps, 1964 †
- Globigerina brazieri Jenkins, 1966 †
- Globigerina brevis Jenkins, 1966 †
- Globigerina brevispira Subbotina, 1960 †
- Globigerina bulbosa Leroy, 1944 †
- Globigerina bulliformis Mayer-Eymar, 1887 †
- Globigerina bulloides d'Orbigny, 1826
- Globigerina butti Popescu, 1972 †
- Globigerina calabra Colalongo & Sartoni, 1977 †
- Globigerina cambrica Matthew, 1895 †
- Globigerina cariacoensis Rogl & Bolli, 1937
- Globigerina carteri Karrer, 1878 †
- Globigerina caspia Vasilenko, 1961 †
- Globigerina cerroazulensis Cole, 1928 †
- Globigerina certa Kopayevich, 1970 †
- Globigerina chascanona Loeblich & Tappan, 1957 †
- Globigerina ciperoensis Bolli, 1954 †
- Globigerina circumnodifer Finlay, 1940 †
- Globigerina clarae Bermúdez, 1961 †
- Globigerina clippertonensis McCulloch, 1977
- Globigerina coalingensis Cushman & Hanna, 1927 †
- Globigerina cognata Pishvanova, 1958 †
- Globigerina colomi Bermúdez, 1961 †
- Globigerina columbae Martinez Diaz, 1970 †
- Globigerina compacta Hofker, 1956 †
- Globigerina composita Kopayevich, 1970 †
- Globigerina compressa Plummer, 1926 †
- Globigerina compressaformis Chalilov, 1956 †
- Globigerina concinna Reuss, 1850 †
- Globigerina confluens Hagenow, 1842 †
- Globigerina conglomerata Terquem, 1882 †
- Globigerina conica Iovceva & Trifonova, 1961 †
- Globigerina continens Owen, 1868 †
- Globigerina contorta Shutskaya, 1970 †
- Globigerina corpulenta Subbotina, 1953 †
- Globigerina crassa Ehrenberg, 1856 †
- Globigerina crassa Shutskaya, 1970 †
- Globigerina cretacea d'Orbigny, 1840 †
- Globigerina cretae Ehrenberg, 1854 †
- Globigerina cristatiformis McCulloch, 1977
- Globigerina cyclostoma Galloway & Wissler, 1927 †
- Globigerina dagestanica Morozova, 1961 †
- Globigerina danica Bang, 1969 †
- Globigerina danvillensis Howe & Wallace, 1932 †
- Globigerina daubjergensis Brönnimann, 1953 †
- Globigerina decepta Martin, 1943 †
- Globigerina deleaui Marie, 1960 †
- Globigerina depressa Ehrenberg, 1844 †
- Globigerina depressa d'Orbigny, 1903 †
- Globigerina detrita Terquem, 1875 †
- Globigerina didyma Matthew, 1895 †
- Globigerina difformis Seguenza, 1880 †
- Globigerina diplostoma Reuss, 1850 †
- Globigerina discorda Kopayevich, 1970 †
- Globigerina dissimilis Cushman & Bermúdez, 1937 †
- Globigerina druryi Akers, 1955 †
- Globigerina dubia Egger, 1857 †
- Globigerina dubiata McCulloch, 1977
- Globigerina dudrouensis Kavary, 1964 †
- Globigerina eamesi Blow, 1959 †
- Globigerina echinoides Haeckel, 1870 †
- Globigerina edita Belford, 1981 †
- Globigerina edita Subbotina, 1953 †
- Globigerina eggeriformis McCulloch, 1977
- Globigerina elburganica Shutskaya, 1970 †
- Globigerina elevata d'Orbigny, 1840 †
- Globigerina elongata Shutskaya, 1970 †
- Globigerina eobulloides Morozova, 1959 †
- Globigerina eocaena Guembel, 1868 †
- Globigerina eocaenica Terquem, 1882 †
- Globigerina esnaensis Leroy, 1953 †
- Globigerina euapertura Jenkins, 1960 †
- Globigerina eugubina Luterbacher & Premoli Silva, 1964 †
- Globigerina eximia Todd, 1957 †
- Globigerina exumbilicata Herman, 1974 †
- Globigerina falconensis Blow, 1959
- Globigerina fariasi Bermúdez, 1961 †
- Globigerina finlayi Brönnimann, 1952 †
- Globigerina flosculus Voloshinova, 1960 †
- Globigerina foliata Bolli, 1957 †
- Globigerina fossulata Poag, 1972 †
- Globigerina fragilis d'Orbigny, 1852 †
- Globigerina fraudulenta Kopayevich, 1970 †
- Globigerina fringa Subbotina, 1950 †
- Globigerina frontosa Subbotina, 1953 †
- Globigerina galapagosensis McCulloch, 1977
- Globigerina galavisi Bermúdez, 1961 †
- Globigerina gaultina Morozova, 1948 †
- Globigerina gaurdakensis Balakhmatova & Morozova, 1961 †
- Globigerina gautierensis Brönnimann, 1952 †
- Globigerina gerpegensis Shutskaya, 1970 †
- Globigerina gibba d'Orbigny, 1898 †
- Globigerina globigerinellinoides Subbotina, 1949 †
- Globigerina globorotaloidea Colom, 1954 †
- Globigerina globosa Hagenow, 1842 †
- Globigerina globosa Hantken, 1883 †
- Globigerina globosa Pishvanova, 1958 †
- Globigerina globularis d'Orbigny, 1838 †
- Globigerina globularis d'Orbigny, 1903 †
- Globigerina glomerata Reuss Ms., 1877 †
- Globigerina glomerulus Ehrenberg, 1861 †
- Globigerina gomitulus Seguenza, 1880 †
- Globigerina gradationis Voloshinova, 1960 †
- Globigerina grandis Matthew, 1895 †
- Globigerina grata Todd, 1957 †
- Globigerina gravelli Brönnimann, 1952 †
- Globigerina graysonensis Tappan, 1940 †
- Globigerina grimsdalei Keijzer, 1945 †
- Globigerina groenlandica Stschedrina, 1946 †
- Globigerina guadalupensis McCulloch, 1977
- Globigerina hagni Gohrbandt, 1967 †
- Globigerina haitiensis Coryell & Rivero, 1940 †
- Globigerina hancocki McCulloch, 1977
- Globigerina haoae Gutierrez Domech, 1966 †
- Globigerina hastata Egger, 1895 †
- Globigerina haynesi El-Naggar, 1966 †
- Globigerina helicina d'Orbigny, 1826
- Globigerina helvetojurassica Haeusler Em. Oesterle, 1968 †
- Globigerina hemisphaerica Morozova, 1961 †
- Globigerina hevensis Shutskaya, 1970 †
- Globigerina hexagona Natland, 1938
- Globigerina higginsi (Bolli, 1957) †
- Globigerina hillebrandti Orue-Etxebarria, 1985 †
- Globigerina hoelzli Hagn & Zeil, 1954 †
- Globigerina hofkeri Bermúdez, 1961 †
- Globigerina hornibrooki Brönnimann, 1952 †
- Globigerina horrida Silvestri, 1898 †
- Globigerina hoterivica Subbotina, 1953 †
- Globigerina hybrida McCulloch, 1977
- Globigerina inaequispira Subbotina, 1953 †
- Globigerina incisa Hillebrandt, 1962 †
- Globigerina inconstans Subbotina, 1953 †
- Globigerina increbescens Bandy, 1949 †
- Globigerina incretacea Chalilov, 1956 †
- Globigerina infracretacea Glaessner, 1937 †
- Globigerina instabilis Korovina, 1970 †
- Globigerina intermedia Silvestri, 1898 †
- Globigerina isahayensis Asano, 1962 †
- Globigerina jenkinsi Quilty, 1969 †
- Globigerina jurassica Gofman, 1958 †
- Globigerina karabogasica Kopayevich, 1970 †
- Globigerina kelleri Subbotina, 1953 †
- Globigerina khadumica Bykova, 1960 †
- Globigerina kizilcupica Kopayevich, 1970 †
- Globigerina kochi Caudri, 1934 †
- Globigerina kondoi Todd, 1970 †
- Globigerina konkensis Agalarova & Pronina, 1975 †
- Globigerina kozlowskii Brotzen & Pozaryska Em. Moorkens, 1971 †
- Globigerina kozlowskii Brotzen & Pozaryska, 1961 †
- Globigerina krosniensis Blaicher, 1970 †
- Globigerina kugleri Bolli, 1959 †
- Globigerina kyushuensis Asano & Murata, 1958 †
- Globigerina labiacrassata Jenkins, 1966 †
- Globigerina ladinica Oberhauser, 1960 †
- Globigerina lamellosa Terquem, 1882 †
- Globigerina liasina Terquem & Berthelin, 1875 †
- Globigerina libani Ehrenberg, 1854 †
- Globigerina linaperta Finlay, 1939 †
- Globigerina lobata Terquem, 1883 †
- Globigerina loetterli Nauss, 1947 †
- Globigerina lozanoi Colom, 1954 †
- Globigerina macrastoma Copeland, 1964 †
- Globigerina mantoensis Walcott, 1905 †
- Globigerina marginata †
- Globigerina marialuisae Bermúdez, 1961 †
- Globigerina mckannai White, 1928 †
- Globigerina medizzai Toumarkine & Bolli, 1975 †
- Globigerina megastoma Earland, 1934
- Globigerina mesotriassica Oberhauser, 1960 †
- Globigerina mexicana Cushman, 1925 †
- Globigerina microcellulosa Morozova, 1961 †
- Globigerina microfoliata Brönnimann & Resig, 1971 †
- Globigerina micropora Klasz, Le Calvez & Rerat, 1969 †
- Globigerina microstoma Cita, Premoli, Silva & Rossi, 1965 †
- Globigerina minutula Luterbacher & Premoli Silva, 1964 †
- Globigerina molassica Miller, 1876 †
- Globigerina moskvini Shutskaya, 1953 †
- Globigerina multiloba Romeo, 1965 †
- Globigerina nepenthes Todd, 1957 †
- Globigerina nepenthoides Brönnimann & Resig, 1971 †
- Globigerina nereidum Ehrenberg, 1872 †
- Globigerina nilotica Viotti & Mansour, 1969 †
- Globigerina nitida Martin, 1943 †
- Globigerina nodosa El-Naggar, 1966 †
- Globigerina occlusa Herman, 1974 †
- Globigerina officinalis Subbotina, 1953 †
- Globigerina oligocaenica Blow & Banner, 1962 †
- Globigerina omphalotetras Ehrenberg, 1872 †
- Globigerina oolithica Terquem, 1883 †
- Globigerina orbiformis Cole, 1927 †
- Globigerina ouachitaensis Howe & Wallace, 1932 †
- Globigerina ovoidea Seguenza, 1880 †
- Globigerina oxfordiana Grigelis, 1958 †
- Globigerina panormensis Stefani, 1952 †
- Globigerina parabulloides Blow, 1959 †
- Globigerina paradubia Sigal, 1952 †
- Globigerina paraobesa Herman, 1974 †
- Globigerina paratriloculinoides Hofker, 1956 †
- Globigerina paravenezuelana Hofker, 1956 †
- Globigerina parisiensis d'Orbigny, 1850 †
- Globigerina partidiana McCulloch, 1977
- Globigerina parva Bolli, 1957 †
- Globigerina patagonica Todd & Kniker, 1952 †
- Globigerina pauciloculata Jenkins, 1966 †
- Globigerina pentagona Morozova, 1961 †
- Globigerina pentatrias Ehrenberg, 1872 †
- Globigerina pera Todd, 1957 †
- Globigerina permica Gregorio, 1930 †
- Globigerina picassiana Perconig, 1968 †
- Globigerina pileata Chalilov, 1956 †
- Globigerina planispira Tappan, 1940 †
- Globigerina planoexilis Blaicher, 1970 †
- Globigerina polusi Androsova, 1962 †
- Globigerina portsdownensis Williams-Mitchell, 1948 †
- Globigerina postcretacea Myatliuk, 1950 †
- Globigerina posttriloculinoides Chalilov, 1956 †
- Globigerina praebulloides Blow, 1959 †
- Globigerina praedigitata Parker, 1967 †
- Globigerina praeglobigerinella Bykova, 1960 †
- Globigerina praeglobigerinoides Kantorova, 1977 †
- Globigerina praeglobotruncanaeformis Bykova, 1960 †
- Globigerina praepaertura Serova, 1969 †
- Globigerina praeturritilina Blow & Banner, 1962 †
- Globigerina prasaepis Blow, 1969 †
- Globigerina prebetica Martinez-Gallego & Cremades, 1979 †
- Globigerina primitiva Marie, 1960 †
- Globigerina prolata Bolli, 1957 †
- Globigerina prolonga Shutskaya, 1964 †
- Globigerina protoreticulata Hofker, 1956 †
- Globigerina pseudoampliapertura Blow & Banner, 1962 †
- Globigerina pseudoaspera Hofker, 1966 †
- Globigerina pseudobulloides Plummer, 1926 †
- Globigerina pseudocorpulenta Chalilov, 1956 †
- Globigerina pseudocretacea Hofker, 1956 †
- Globigerina pseudodruryi Brönnimann & Resig, 1971 †
- Globigerina pseudoedita Subbotina, 1960 †
- Globigerina pseudoeocaena Subbotina, 1953 †
- Globigerina pseudoiota Hornibrook, 1958 †
- Globigerina pseudotriloba White, 1928 †
- Globigerina quadrangularis Rhumbler, 1949
- Globigerina quadrata White, 1928 †
- Globigerina quadricamerata Antonova, 1964 †
- Globigerina quadrilatera Galloway & Wissler, 1927 †
- Globigerina quadritriloculinoides Chalilov, 1956 †
- Globigerina radians Egger, 1895 †
- Globigerina ratusa Kopayevich, 1970 †
- Globigerina regina Crescenti, 1966 †
- Globigerina regularis Terquem, 1880 †
- Globigerina regularis d'Orbigny, 1846 †
- Globigerina reticulata Stache, 1865 †
- Globigerina rhaetica Kristan-Tollmann, 1964 †
- Globigerina ridenda Voloshinova, 1960 †
- Globigerina riveroae Bolli & Bermúdez, 1965 †
- Globigerina roblesae Obregon, 1959 †
- Globigerina rohri Bolli, 1957 †
- Globigerina rosacea Bermúdez & Seiglie, 1963 †
- Globigerina rosetta Carsey, 1926 †
- Globigerina rotundaenana Shutskaya, 1970 †
- Globigerina rotundata d'Orbigny, 1898 †
- Globigerina rudis Voloshinova, 1960 †
- Globigerina rugosa Plummer, 1926 †
- Globigerina sabina Luterbacher & Premoli Silva, 1964 †
- Globigerina sakitoensis Asano, 1962 †
- Globigerina sallentina Dallan, Giannelli & Salvatorini, 1968 †
- Globigerina santamariaensis McCulloch, 1977
- Globigerina sastrii Raju, 1971 †
- Globigerina scabrosa Bermúdez, 1961 †
- Globigerina schachdagica Chalilov, 1956 †
- Globigerina scobinata Bermúdez, 1961 †
- Globigerina seminolensis Harlton, 1927 †
- Globigerina seminulina Schwager, 1866 †
- Globigerina semivera Hornibrook, 1961 †
- Globigerina siakensis Leroy, 1939 †
- Globigerina simplicissima (Blow, 1979) †
- Globigerina simulans Bermúdez, 1961 †
- Globigerina soldadoensis Brönnimann, 1952 †
- Globigerina sphaeroides Egger, 1893 †
- Globigerina spinosa Mcclung, 1898 †
- Globigerina spinuloinflata Bandy, 1949 †
- Globigerina spiralis Bolli, 1957 †
- Globigerina spirata Bornemann, 1855 †
- Globigerina spuriensis Bars & Ohm, 1968 †
- Globigerina stainforthi Brönnimann, 1952 †
- Globigerina stainforthi Hofker, 1956 †
- Globigerina stellata Ehrenberg, 1854 †
- Globigerina stonei Weiss, 1955 †
- Globigerina subcorpulenta Chalilov, 1956 †
- Globigerina subcretacea Lomnicki, 1901 †
- Globigerina subdigitata Carman, 1929 †
- Globigerina subsphaerica Subbotina, 1947 †
- Globigerina subtarchanensis Agalarova & Pronina, 1975 †
- Globigerina subtriloculinoides Chalilov, 1956 †
- Globigerina supracretacea Hofker, 1956 †
- Globigerina taminensis Kuebler & Zwingli, 1866 †
- Globigerina taramellii Pantanelli, 1882 †
- Globigerina tarchanensis Subbotina & Khutsieva, 1950 †
- Globigerina tardita Antonova, 1964 †
- Globigerina taroubaensis Brönnimann, 1952 †
- Globigerina taurica Morozova, 1961 †
- Globigerina tecta Lipps, 1964 †
- Globigerina ternata Ehrenberg, 1854 †
- Globigerina terquemi Iovceva & Trifonova, 1961 †
- Globigerina tetracamerata Bolli & Bermúdez, 1965 †
- Globigerina tetragona Morozova, 1961 †
- Globigerina theodosica Morozova, 1961 †
- Globigerina tobagoensis McCulloch, 1981
- Globigerina topilensis Cushman, 1925 †
- Globigerina triangularis White, 1928 †
- Globigerina triangulata Antonova, 1964 †
- Globigerina tricamerata Tolmachoff, 1934 †
- Globigerina trifolia Morozova, 1961 †
- Globigerina trifoliata Miller, 1876 †
- Globigerina trigonula d'Orbigny, 1903 †
- Globigerina triloba Reuss, 1850 †
- Globigerina trilocularis d'Orbigny, 1826 †
- Globigerina triloculinoides Plummer, 1926 †
- Globigerina tripartita †
- Globigerina trivialis Subbotina, 1953 †
- Globigerina trochoides Reuss, 1845 †
- Globigerina tuberculata †
- Globigerina tumbili Chalilov, 1956 †
- Globigerina turkomanica Brodsky, 1929 †
- Globigerina turrita Matthew, 1895 †
- Globigerina turritilina Blow & Banner, 1962 †
- Globigerina tuschepsensis Antonova, 1964 †
- Globigerina umbilicata Orr & Zaitzeff, 1971 †
- Globigerina umbrica Luterbacher & Premoli Silva, 1964 †
- Globigerina uruchaensis Shutskaya, 1970 †
- Globigerina utilisindex Jenkins & Orr, 1973 †
- Globigerina varianta Subbotina, 1953 †
- Globigerina velascoensis Cushman, 1925 †
- Globigerina venezuelana Hedberg, 1937 †
- Globigerina vignalii Bermúdez & Bolli, 1969 †
- Globigerina voluta White, 1928 †
- Globigerina vulgaris Dunikowski, 1879 †
- Globigerina washitensis Carsey, 1926 †
- Globigerina weissi Saito, 1963 †
- Globigerina wenzeli Canon & Ernst, 1974 †
- Globigerina wilsoni Cole, 1927 †
- Globigerina winkleri Bermúdez, 1961 †
- Globigerina woodi Jenkins, 1960 †
- Globigerina yeguaensis Weinzierl & Applin, 1929 †
- Globigerina zealandica Hornibrook, 1961 †